# Henri Ier de Vianden
Henri Ier de Vianden (c. 1190-1252), surnommé le Comte Soleil (en néerlandais : Zonnegraaf), est comte de Vianden. Sous son règne, le comté atteint son apogée. Il est considéré comme le plus remarquable membre de la lignée des comtes de Vianden.

## Biographie
Il se marie vers 1217 à Marguerite de Courtenay-Namur, margrave de Namur, une femme de sang noble descendant d'empereurs et de rois. Il est jure uxoris (par la lignée de son épouse) de 1229 à 1237. Ce mariage est la preuve de la haute estime que les comtes de Vianden possèdent à cette époque.
Vers 1228, il fait la donation du domaine de Roth, qui inclut un petit château avec une église romane et de nombreuses terres à l'ordre du Temple.
En 1248, il fonde avec son épouse, le monastère des Trinitaires à Vianden. Il participe à la Septième croisade de 1248 à 1250 au côté du roi de France Louis IX.
Henri est le père du futur évêque Henri de Vianden, qui pose la première pierre de la cathédrale Saint-Martin d'Utrecht, et l'oncle de l'archevêque Konrad von Hochstaden, qui lui pose la première pierre de la cathédrale de Cologne. Sa fille, Yolande de Vianden, fait son entrée au monastère lorsqu'elle est jeune, contre la volonté de son père, et est vénérée telle une sainte à Vianden encore aujourd'hui. 
Après sa mort, Vianden devient un fief luxembourgeois en 1264 à la suite d'affaires d'héritage.